# Залесов, Евгений Алексеевич
Евгений Алексеевич Залесов — советский хозяйственный, государственный и политический деятель.

## Биография
Родился в 1930 году в селе Черемшанка. Член КПСС.
Окончил Новосибирскую ВПШ.
В 1949—1950 — строительный мастер Кемеровского и Березовского строительных управлений треста «Кемеровошахтострой».
В 1950—1953 — военнослужащий Советской армии.
В 1953—1954 — заведующий промышленно-транспортным отделом Барзасского райкома КПСС.
В 1958—1959 — заведующий промышленно-транспортным отделом Центрального райкома КПСС города Кемерова.
В 1959—1964 — заместитель заведующего промышленно-транспортным отделом, заведующий отделом строительства, секретарь, второй секретарь Кемеровского горкома КПСС.
В 1964—1975 — председатель Кемеровского горисполкома.
В 1975—1983 — председатель Тюменского горисполкома.
В 1983—1990 — заведующий отделом труда Тюменского облисполкома.
Делегат XXIII съезда КПСС.
Умер в Тюмени после 1990 года.

## Награды
- Орден Трудового Красного Знамени (25.08.1971)
- Орден Знак Почёта (28.05.1966)